# 海恩罗德
海恩罗德（德語：Haynrode）是德国图林根州的市镇，隶属于艾希斯费尔德县。总面积为15.07平方千米，截至2023年12月31日总人口为681人。